# Le Tranger
Le Tranger é uma comuna francesa na região administrativa do Centro, no departamento Indre. Estende-se por uma área de 21,22 km². Em 2010 a comuna tinha 179 habitantes (densidade: 8,4 hab./km²).